# Chinna Mane, Shimoga
Chinna Mane là một làng thuộc tehsil Shimoga, huyện Shimoga, bang Karnataka, Ấn Độ.